# Gabriel Nordgren

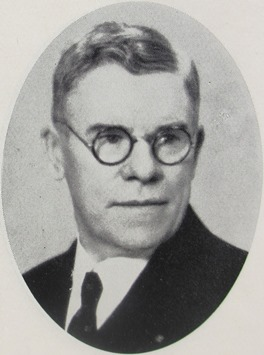
Gabriel Nordgren.

Svante Gabriel Nordgren, född 12 februari 1872 i Söderhamn, död där 30 april 1954, var en svensk skräddare. Han var son till Per Nordgren och far till Hans Nordgren.

## Biografi
Nordgrens far, skräddarmästare Per Nordgren (1823–1901), hade sedan 1846 varit verksam i Söderhamn. År 1897 övertogs rörelsen av sonen, som då återvänt hem efter fyra års studier och praktik i yrket hos de större firmorna i Berlin, Paris och London. År 1917 utökades det tidigare herrskrädderiet med en damavdelning som från 1932 leddes av sonen Hans Nordgren, som 1946 övertog rörelsen. År 1943 var 22 personer sysselsatta i företaget, som hade kunder även i bland annat övre Norrland, Dalarna och Stockholm, däribland Brita Appelgren.
Nordgren var ordförande i Söderhamns Fabriks- och Hantverksförening 1918–1930, vice ordförande i styrelsen för den av denna förening anordnade jubileumsmässan 1930 och hedersledamot i föreningen. Han var styrelseledamot i Sveriges Skrädderiarbetsgivares Centralförening, ordförande i Söderhamns stads lärlings- och yrkesskolas styrelse, styrelsesuppleant i Söderhamns stads och sydöstra Hälsinglands sparbank, suppleant i Söderhamns stads drätselkammare, ledamot av stadsfullmäktige och styrelseledamot i Söderhamns köpmannaförening.